# Tata LPTA
Tata LPTA — серия индийских военных средне- и крупнотоннажных грузовых автомобилей производства Tata Motors. Колёсные формулы составляют 4×4, 6×6, 8×8, 10×10 и 12×12. Автомобили призваны заменить чехословацкие грузовые автомобили Tatra, поставляемые в индийскую армию.

## История семейства
Более 10000 моделей семейства Tatra присущи индийской армии. В Индии их производили компанией BEML. После скандала из-за дачи взятки в армии шла постепенная замена Tatra на Tata LPTA, поскольку на Tatra был наложен запрет. В июле 2015 года в индийскую армию поступило 1329 трёхосных моделей LPTA, в марте 2016 года к ним добавили ещё 619, и общая сумма автомобилей составила 1300.
Четырёхосные и двенадцатиосные варианты, в основном, производились в качестве ракетовозов. Впереди автомобилей установлена автолебёдка.

## Модификации
| Модель | Колёсная формула | Мощность              | Грузоподъёмность          | Масса брутто               | Примечания |
| ------ | ---------------- | --------------------- | ------------------------- | -------------------------- | ---------- |
| 713    | 4x4              | 115,5 кВт (160 л. с.) | 2500 кг (5500 фунтов)     | 7750 кг (17 100 фунтов)    |            |
| 1628   | 4x4              | 115,5 кВт (160 л. с.) |                           | 7750 кг (17 100 фунтов)    |            |
| 2038   | 6x6              | 276 кВт (375 л. с.)   | 8500 кг (19 000 фунтов)   | 23 000 кг (51 000 фунтов)  |            |
| 1826   | 6x6              | 276 кВт (375 л. с.)   | 7500 кг                   | 13 945 кг (30 740 фунтов)  | Эвакуатор  |
| 3138   | 8x8              | 276 кВт (375 л. с.)   | 18 000 кг (40 000 фунтов) | 27 200 кг (60 000 фунтов)  |            |
| 5252   | 12x12            | 391 кВт (532 л. с.)   | 33 000 кг (73 000 фунтов) | 53 800 кг (119 000 фунтов) |            |